# Bernard Ephraim Julius Pagel
Bernard Ephraim Julius Pagel, britanski astrofizik, * 4. januar 1930, † 14. julij 2007.

## Družina
Bil je sin Walterja Pagela, zdravnika in zgodovinarja medicine ter vnuk Juliusa Pagela, zdravnika.
1. ↑  http://www.sussex.ac.uk/press_office/bulletin/27jul07/article9.shtml